# Scabiosa triandra
Scabiosa triandra är en tvåhjärtbladig växtart som beskrevs av Carl von Linné.
Scabiosa triandra ingår i släktet fältväddar och familjen Dipsacaceae. Inga underarter finns listade i Catalogue of Life.

## Bildgalleri

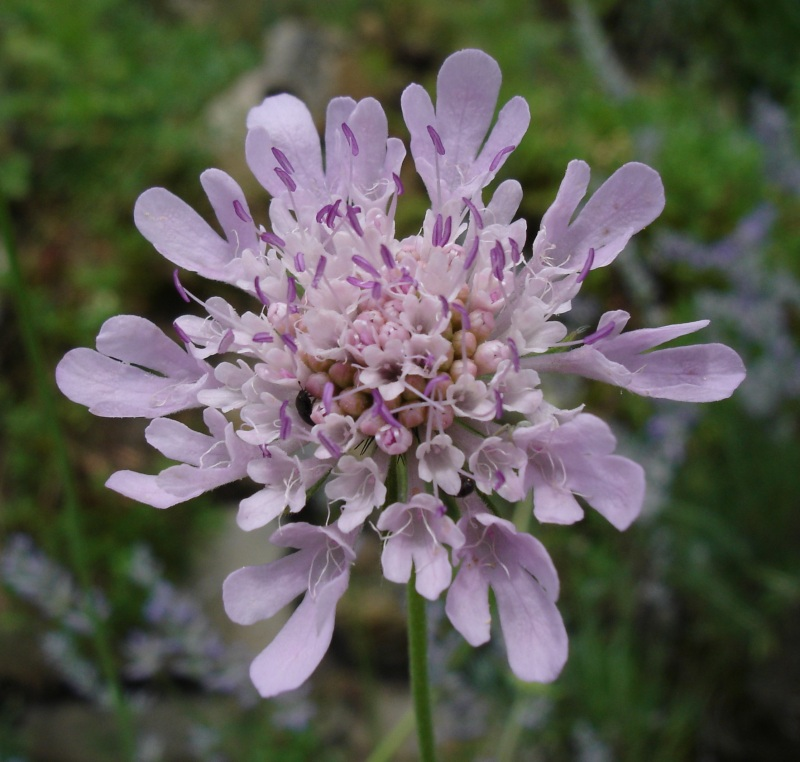